# Czernica, Powiat jeleniogórski

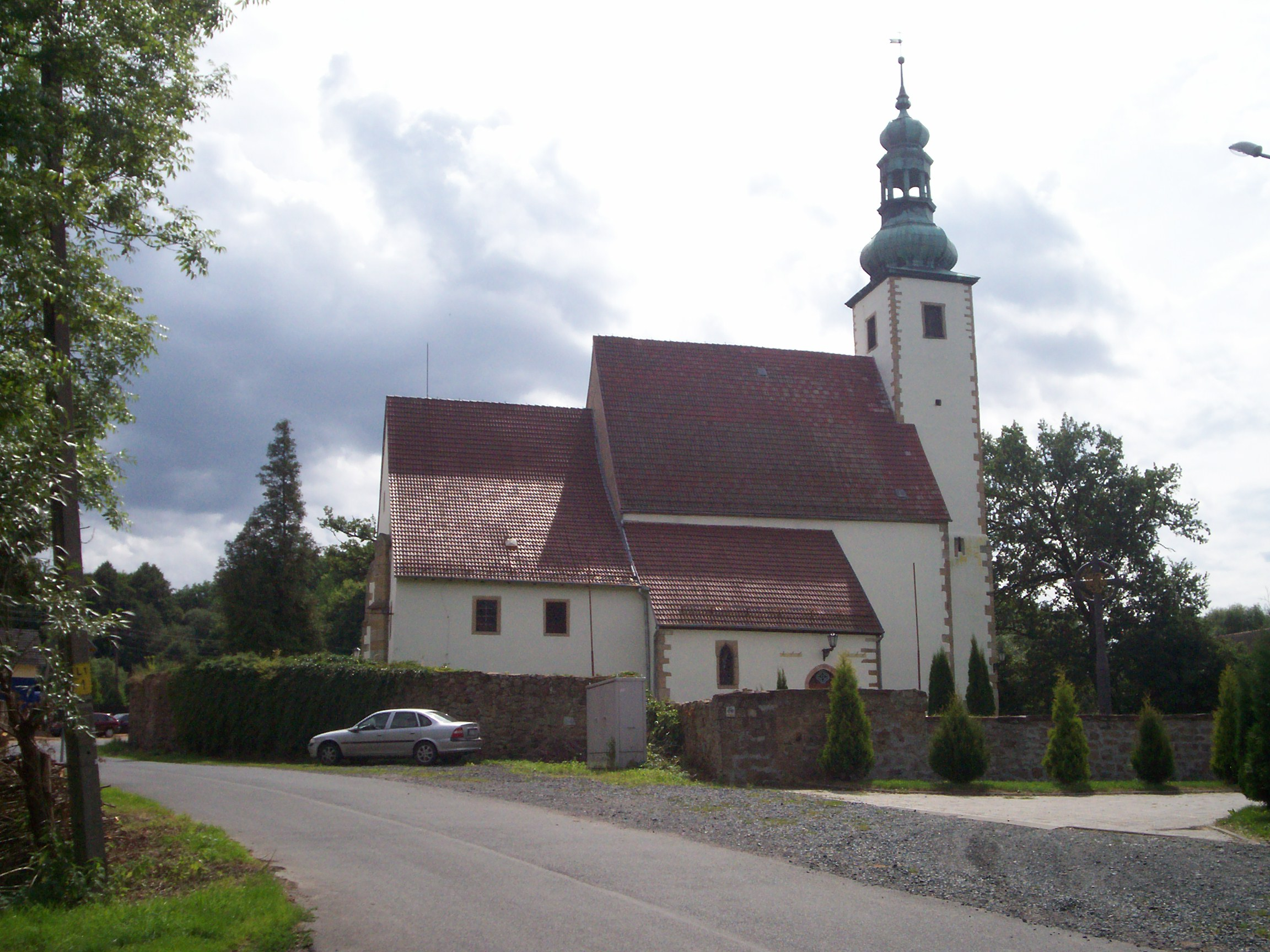
Den helige ärkeängeln Mikaels kyrka i Czernica.

Czernica [t͡ʂɛrˈnit͡sa]  (tyska Langenau) är en by i Gmina Jeżów Sudecki i distriktet Powiat Jeleniogórski i Nedre Schlesiens vojvodskap i sydvästra Polen. Czernica är beläget 95 kilometer väster om Wrocław.

## Sevärdheter

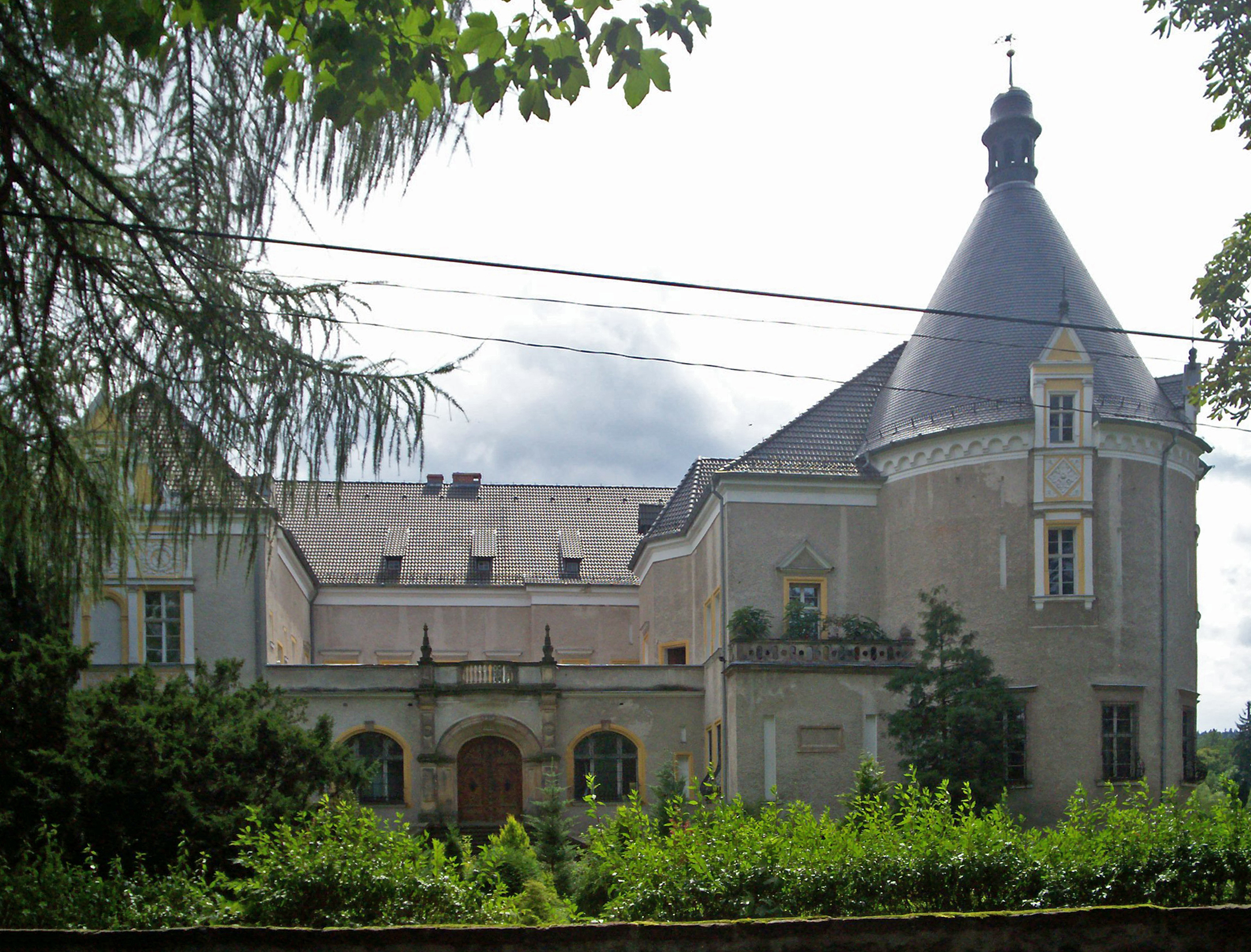
Czernicas slott

- Ärkeängeln Mikaels kyrka, ortens katolska församlingskyrka
- Ruinen av den protestantiska kyrkan
- Renässansslottet från 1500-talet, ombyggt under 1800-talet, med slottsparken. Slottet ägdes fram till 1945 av släkten von Klitzing och övertogs därefter av staten. Idag är slottet åter i privat ägo.